# Wu (affluent du Yangzi)
Pour les articles homonymes, voir Wu.
Le Wu (chinois : 乌江) est un affluent de la rive droite du fleuve Yangzi Jiang, a une longueur de 1 150 km avec un bassin versant d'une superficie de 80 300 km2 et un débit moyen de 1 108 m3/s. C'est un des plus longs affluents du Yangzi.

## Description
Le fleuve Wu prend sa source dans l'ouest de la province du Guizhou  sous l'appellation Sancha. Il coule vers l'est sur 350 kilomètres avant de changer de direction en remontant vers le nord puis de nouveau vers l'est sous l'appellation Yachi. Après avoir reçu un affluent de la droite, la Nanming, il effectue un arc de cercle de grande dimension en remontant vers le nord. Il reçoit une quinzaine d'affluents dont la Yu, la Furong et la Ya et est équipé sur cette partie de son cours de plusieurs grands barrages hydroélectriques. Il pénètre alors dans la municipalité de Chongquing et traverse les villes de Wushan, Badong et Zigui avant de se jeter dans le fleuve Yangzi au niveau de la gorge de Wu (une des Trois Gorges) à 80 kilomètres au nord-est de la mégalopole Chongqing. Sur les 40 derniers kilomètres le fleuve constitue un des bras des Trois Gorges et est submergé par le lac de retenue du barrage des Trois-Gorges.

## Aménagements
De nombreux barrages hydroélectriques ont été construits sur le fleuve Wu au cours des années 2000-2010. Le plus important est le barrage de Goupitan d'une capacité de 3 000 MW qui a été inauguré en 2009.
| Désignation            | Région ou province | Cours d'eau | Hauteur | Puissance installée (MW) | Production annuelle (TWh/an) | Type de barrage     | Capacité de stockage | Date achèvement | Notes |
| ---------------------- | ------------------ | ----------- | ------- | ------------------------ | ---------------------------- | ------------------- | -------------------- | --------------- | ----- |
| Barrage de Dongfeng    | Guizhou            | Wu          | 162 m   | 570 mégawatts            | 2,4                          | Barrage-voûte       | 1 025 000 000 m3     | 1995            | [ 1 ] |
| Barrage de Goupitan    | Guizhou            | Wu          | 232,5 m | 3 000 mégawatts          | 9,67                         | Barrage-voûte       | 6 451 000 000 m3     | 2009            | [ 2 ] |
| Barrage de Pengshui    | Chongqing          | Wu          | 116,5 m | 1 750 mégawatts          |                              | Barrage-voûte       | 518 000 000 m3       | 2008            | [ 3 ] |
| Barrage de Shatuo      | Guizhou            | Wu          | 156 m   | 1 120 mégawatts          |                              | Barrage-voûte       | 631 000 000 m3       | 2009            | [ 4 ] |
| Barrage de Silin       | Guizhou            | Wu          | 117 m   | 1 080 mégawatts          | 4                            | Barrage-poids       | 1 205 000 000 m3     | 2008            | [ 5 ] |
| Barrage de Suofengying | Guizhou            | Wu          | 121 m   | 600 mégawatts            |                              | Barrage-poids       | 201 200 000 m3       | 2006            | [ 6 ] |
| Barrage de Wujiangdu   | Guizhou            | Wu          | 165 m   | 1 130 mégawatts          | 3,3                          | Barrage-poids voûte | 2 300 000 000 m3     | 1979            | [ 7 ] |
| Barrage de Yinpan      | Chongqing          | Wu          | 78,5 m  | 600 mégawatts            |                              | Barrage-poids       | 320 000 000 m3       | 2011            | [ 8 ] |

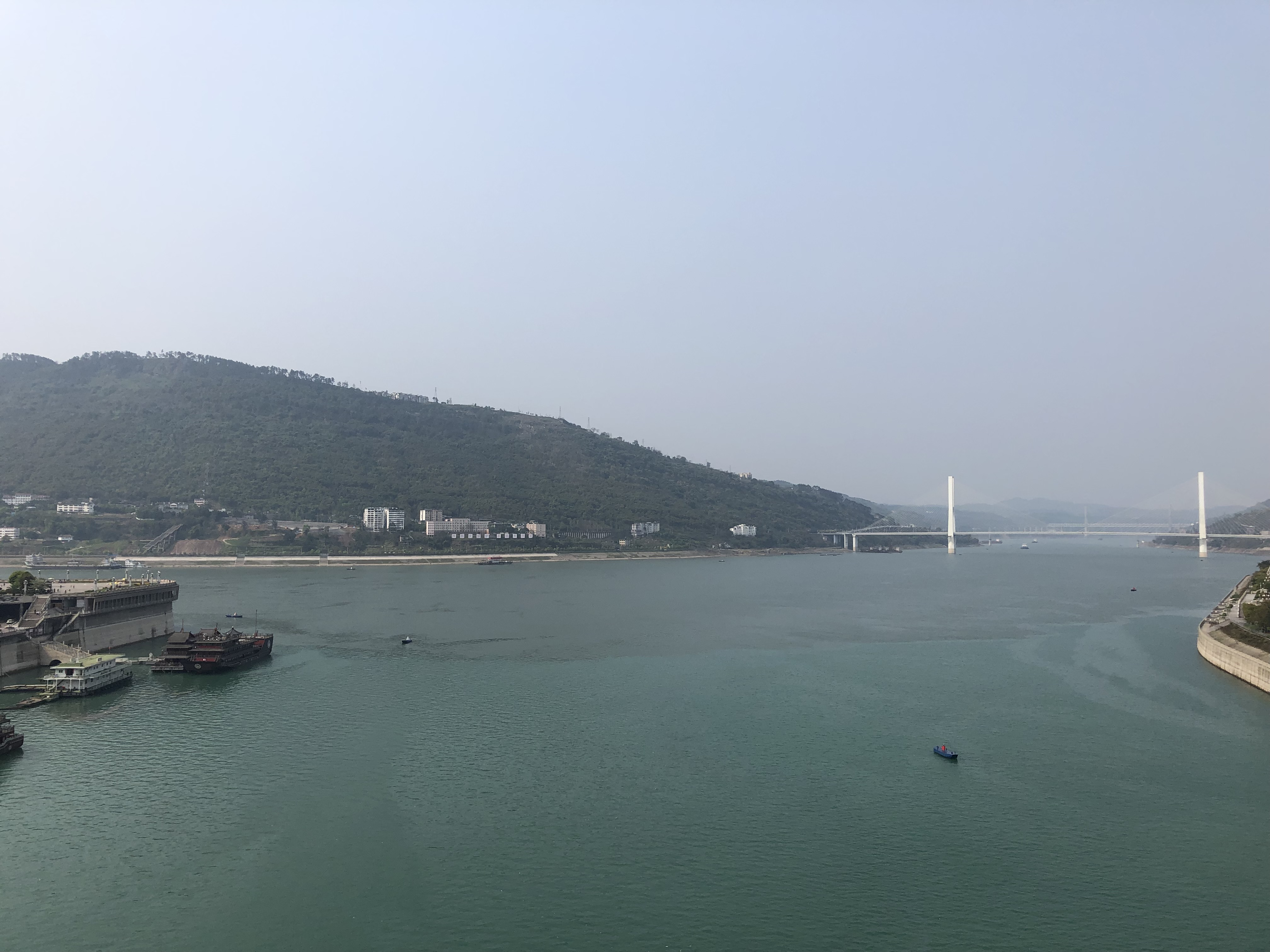
Confluent de la Wu avec Yangzi à Fulling
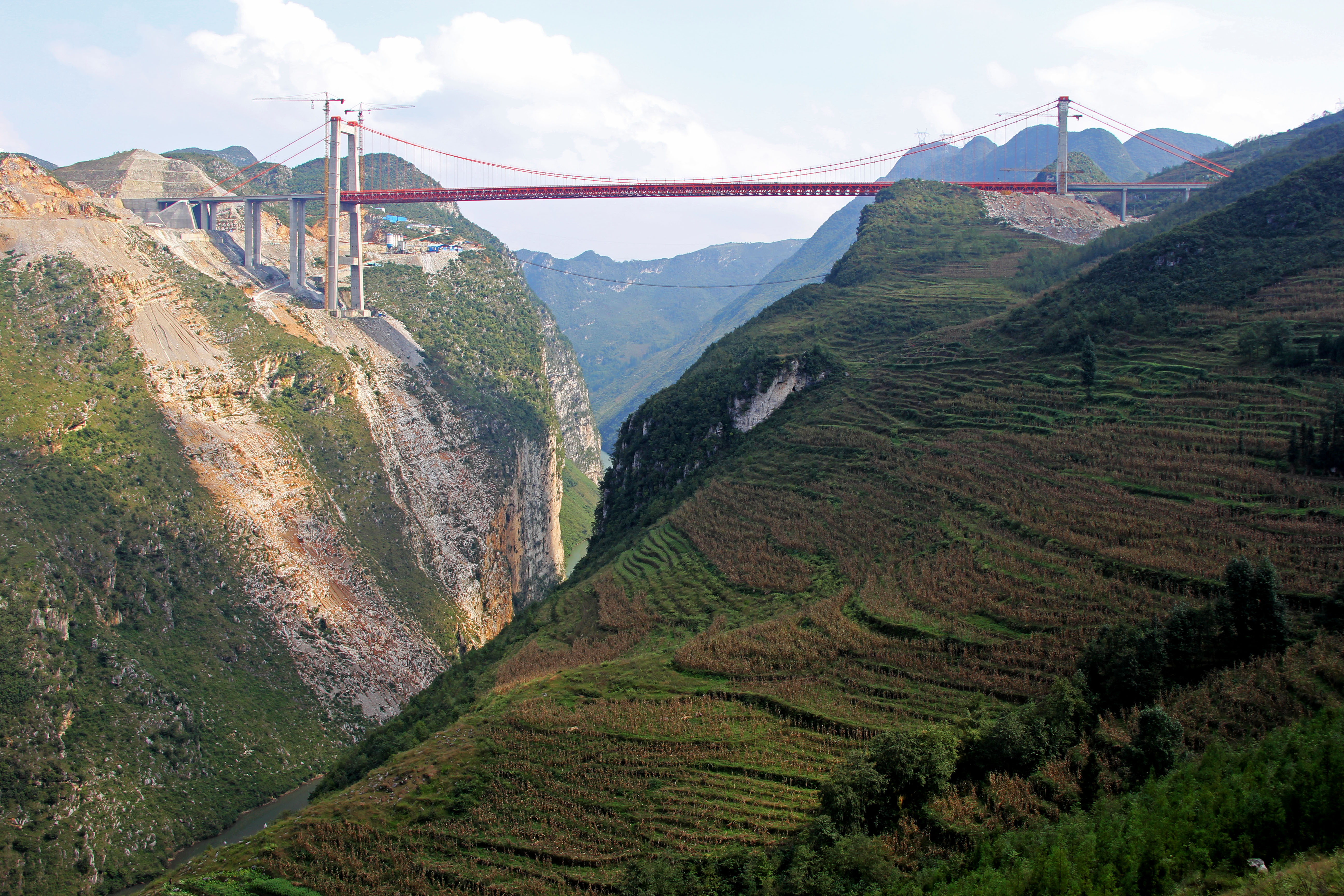
Pont de Dimuhe sur le cours supérieur du fleuve Wu (Sancha)